# Klucz kościelnicki
Klucz kościelnicki – inna nazwa „Państwo Kościelnickie” – klucz dóbr skupiających kilka wsi zlokalizowanych kilkanaście kilometrów na wschód od Krakowa, utworzony najpóźniej pod koniec XV wieku, kiedy to Krzesław z Kurozwęk w 1489 roku nabył wieś Wolica i włączył ją do klucza kościelnickiego. W tym czasie do klucza należały m.in. Kościelniki, Górka Kościelnicka, Wolica, Cło, Stanisławice i Wyciąże.

## Historia
Właścicielami klucza kościelnickiego byli m.in.:
- 1480 r. Kościelniki, Stanisławice i Wolica są własnością Mikołaja Strasza z Białczewa h. Odrowąż
- W 1489 r. Kościelniki odkupuje od Straszów Krzesław z Kurozwęk
- w drugiej połowie XVI wieku Wodzisławscy
- w XVII wieku Lubomirscy (klucz kupuje Stanisław Lubomirski)
- od 1712 roku Morsztynowie – od 1663 dzierżawił Władysław Morsztyn, a od 1697 Stefan Aleksander Morsztyn został wyłącznym właścicielem
- w latach 1773–1945 Wodziccy (klucz kupuje w 1773 r. Konstancja Wodzicka wdowa po Piotrze Wodzickim) – ostatni właściciele[3]

Po II wojnie światowej majątek został znacjonalizowany i rozparcelowany.
W roku 1973 tereny byłego klucza kościelnickiego weszły w skład Dzielnicy XVIII Nowa Huta w granicach administracyjnych Krakowa.